# Wieprz (województwo małopolskie)
Wieprz – wieś w Polsce, położona w województwie małopolskim, w powiecie wadowickim, w gminie Wieprz, na Pogórzu Śląskim, nad Wieprzówką, przy lokalnej szosie Andrychów – Zator (5 km na północ od centrum Andrychowa). Sołectwo Wieprz jest położone w płd. części gminy Wieprz. Liczy 2702 ha powierzchni a na jego terenie znajduje się siedziba władz gminy.

## Integralne części wsi
| Rodzaje    | Nazwy |
| ---------- | --- |
| przysiółki | Biała Droga, Korcza, Krakowica, Kuckoń, Rędziny,Wronowiec                                                                     |
| części wsi | Bania, Dół, Gościniec, Górka do Kościoła, Górka za Kościołem, Kuwik, Nad Włosienią, Pod Bagnami, Podgórze, Przykaza, Twierdza |

## Historia
Lokacja wsi miała miejsce prawdopodobnie w XII wieku lub w I poł. XIV w. na „surowym korzeniu” tzn. na karczowiskach dawnych połaci lasów wieprzowskich. Pierwsza wzmianka z 1326 r. (wcześniejsza wzmianka, z 1318 r., pochodzi ze sfałszowanego dokumentu) pod nazwą „Vepres” (łac. ciernisty krzak, gęste zarośla). W latach 1470–1480 Jan Długosz w księdze Liber beneficiorum dioecesis Cracoviensis wymienia nazwę miejscowości w zlatynizowanej staropolskiej formie Wyeprz villa a jako właścicieli miejscowości podaje Mikołaja Szaszowskiego herbu Topacz oraz Mikołaja i Stanisława Wieprzowskich herbu Grzymała

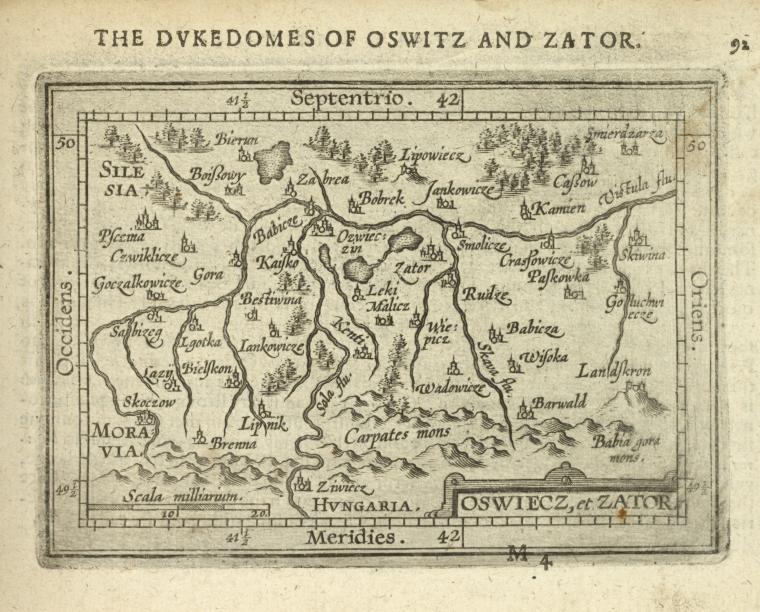
Wieprz (Wiepicz) na mapie Księstwa Oświęcimskiego i Zatorskiego – mapa Abrahama Orteliusa z 1603 r.

Nazwa Wieprz (Vepres) pierwotnie odnosiła się do rozległych terenów obejmujących obecny Andrychów, Sułkowice, Targanice i Roczyny. Po lokacji wsi Wieprz prawdopodobnie pozostawiono tej osadzie łacińską nazwę „Vepres”, którą przekształcono w okresie późniejszym na Wieprz. Jest również możliwe, że kolektorzy papieskich podatków starodawną nazwę Wieprz wpisali w rejestrach świętopietrza jako „Veprez”. Początkowo jego właścicielami byli Wieprzowscy h. Grzymała, później Szaszowscy, Nideccy, Gierałtowscy i późniejsi właściciele Andrychowa Ankwiczowie. W początkach XIX w. Andrzej Ankwicz sprzedał Wieprz hr. Bobrowskim, którzy byli głównymi jego właścicielami do 1944 r., kiedy to folwark został rozparcelowany na podstawie dekretu PKWN.
Tradycyjnym zajęciem mieszkańców wsi było tkactwo oraz hodowla ryb. W XIX wieku prawie każde gospodarstwo posiadało jeden staw w obrębie swojej zagrody.
W 1890 r. wybudowany został obecny kościół na miejscu starego drewnianego z XVI w. Do 1939 r. mieszkańcy Wieprza utrzymywali się głównie z rolnictwa, hodowli bydła, trzody chlewnej, hodowli ryb i częściowo z młynarstwa. Podczas II wojny światowej wieś została wysiedlona w kwietniu 1941 r. Część mieszkańców przesiedlono do Targanic, Sułkowic, Zagórnika i Rzyk. Zdolnych do pracy wysłano w głąb Niemiec, a pozostali zmuszeni byli pracować u „bauerów”.
Po wojnie nastąpił powrót wsi do normalnego życia. Nastąpiły wówczas znaczne zmiany cywilizacyjne. Wybudowano Szkołę podstawową nr 2, ośrodek kultury, remizę strażacką, przeprowadzono elektryfikację, gazyfikację i meliorację gruntów. Powstały trzy przedszkola, Bank Spółdzielczy oraz Spółdzielnia Kółek Rolniczych.
Z dniem 16 lipca 2015 r. na terenie sołectwa Wieprz, Gierałtowice oraz Przybradz wprowadzono nazwy ulic wraz z nowymi numerami adresowymi.

## Połączenia drogowe
Na południe od Wieprza, przez Andrychów, biegnie 52 droga krajowa nr 52, prowadząca od Cieszyna, przez takiego miasta jak: Bielsko-Biała, Kęty, Andrychów, Wadowice, Kalwaria Zebrzydowska, aż do wsi Głogoczów 7.
Przez centrum Wieprza przejeżdża 781 droga wojewódzka nr 781, łącząca Zator z Andrychowem.
Na terenie Wieprza znajdują się następujące drogi powiatowe:
- 1757K Wieprz - Nidek - Witkowice
- 1758K Wieprz - Osiek
- 1767K Wadowice - Wieprz[7]

## Opis miejscowości
- W latach 1975–1998 miejscowość należała administracyjnie do województwa bielskiego. Obecnie Wieprz jest siedzibą gminy Wieprz.
- Zabytkowy kościół parafialny pw. Wszystkich Świętych murowany z 1890 r., wybudowany na miejscu drewnianego z XVI w.
- Zabytkowy budynek mleczarni zbudowany ok. 1911 roku.
- W Wieprzu działa A-klasowy klub piłkarski LKS Orzeł Wieprz.
- Na terenie wsi działalność duszpasterską prowadzi Kościół Rzymskokatolicki (parafia Wszystkich Świętych).